# 妖怪シリーズ
『妖怪シリーズ』（ようかいしりーず）は1968年から1969年にかけて、大映（現：角川映画）が製作した特撮時代劇シリーズ。
『大映の妖怪三部作』と呼ばれる事もある。

## 概要
妖怪が大挙して登場し、エンディングは妖怪たちの百鬼夜行で幕を閉じる。
「ガメラシリーズ」の成功を受けて発足した「大魔神シリーズ」を次ぐ形で大映によって製作されており、従来の大映や新東宝などが得意としていた化け猫や幽霊などをテーマとした怪談映画に、1960年代後半に少年雑誌を中心に水木しげるや楳図かずおの作品などによってブームの兆しを見せはじめていた「妖怪」という要素をプラスする形で製作された。
「第一次怪獣ブーム」の一角であり、（「ガメラシリーズ」の成功が形成に貢献した）「怪獣ブーム」の影響も受けていて大魔神と同名のキャラクターも登場するドラマ版『悪魔くん』も好評を受けて水木自身の『ゲゲゲの鬼太郎』も含めた多方面に影響を与えており、「怪獣ブーム」の反動もあって、より制作面のハードルが低い妖怪系作品に注目が集まり、水木や楳図の大映への関与も始まり、「妖怪ブーム」の発足に貢献した。また、大映の『妖怪大戦争』と『ゲゲゲの鬼太郎 妖怪大戦争』にはコンセプト上の類似点も見られる。
第1作目『妖怪百物語』は『ガメラ対宇宙怪獣バイラス』と同時上映されるなど、他の大映の特撮映画（『ガメラシリーズ』など）と同時上映されていた。大映は1967年7月には『四谷怪談』（1959年、監督：三隅研次）と『怪談蚊喰鳥』（1961年、監督：森一生）を2本立て再上映する興行を成功させて、その先鞭をつけているほか、『妖怪百物語』の封切りから1か月後には雪女を扱った『怪談雪女郎』（1968年4月、監督：田中徳三）も公開している。
なお、楳図かずお原作の『蛇娘と白髪魔』も同時期に製作されて『妖怪大戦争』と並映されており、湯浅憲明や菊池俊輔などの昭和の『ガメラ』シリーズの関係者が携わっている。同じく楳図作品である『猫目小僧』の映画化も企画されていたが、大映の経営状況によって製作中止になっている。

## シリーズ作品
- 妖怪百物語（1968年）
  - 監督：安田公義、特撮監督：黒田義之、脚本：吉田哲郎
  - 音楽：渡辺宙明、美術：西岡善信、加藤茂
- 妖怪大戦争（1968年）
  - 監督：黒田義之、脚本：吉田哲郎
  - 音楽：池野成、美術：太田誠一、加藤茂
- 東海道お化け道中（1969年）
  - 監督：安田公義、黒田義之、脚本：吉田哲郎、浅井昭三郎
  - 音楽：渡辺宙明、美術：西岡善信、加藤茂

クレジットされていないが、妖怪の造型製作は八木正夫（エキスプロダクション）が『ガメラ』シリーズなどと並行しつつ3作とも担当したほか、数社が担当した。

## 関連作品
- 本所七不思議（1937年）
  - 新興キネマ（戦時統合で後に大映となる）で製作された怪談映画。妖怪映画の原点とされ、『妖怪百物語』の元ともされている[5]。
- 怪談雪女郎（1968年）
  - 監督:田中徳三、脚本 : 八尋不二
- 透明剣士（1970年）
  - 妖怪シリーズのスタッフ（監督：黒田義之、脚本：吉田哲郎）によって制作された、特撮時代劇。妖怪（しょうけら）も登場する。様々な点で共通点がある為、一部の書籍ではシリーズに加える見解もある。また、『大魔神』（1966年）から続いていた大映による「特撮時代劇」映画の最後の作品でもある。
- 着信アリ（2003年）
  - 『インストール』（2004年）と共に有重陽一が大映時代からの企画を引きずっていたことが制作に影響したとされている[9]。

### 後継作品
本シリーズの影響で製作された作品群。特に『妖怪天国』においては当時大映でシリーズ復活の企画があった事で製作された。
- 妖怪天国（1986年）
  - オリジナルビデオ作品。発売：ポニーキャニオン。『手塚眞の妖怪天国』が正式タイトルとされる。手塚眞監督によると、大映の妖怪シリーズ復活の企画から生まれたとコメントしている。続編『妖怪天国 ゴースト・ヒーロー』（1990年）も製作された。大映の「妖怪シリーズ」および上述の『蛇娘と白髪魔』と同様に、本作には水木しげる[注釈 3]と楳図かずお、および後述の原口智生も参加している[13]。
- さくや妖怪伝（2000年）
  - 配給：ワーナー・ブラザース、製作：トワーニ。 監督：原口智生、脚本：光益公映。同監督によるオリジナルビデオ作品『跋扈妖怪伝 牙吉』（2003年、脚本：神尾麦、発売：牙吉製作委員会）も製作された。こちらにも、原口智生や奥田浩史や樋口真嗣などの平成ガメラ三部作の関係者が携わっている。

### リメイク
- 妖怪大戦争（2005年）
  - 配給：松竹、製作：角川映画、日本映画ファンド、日本テレビ。監督：三池崇史、脚本：三池崇史、沢村光彦、板倉剛彦。本シリーズ2作目『妖怪大戦争』のリメイクであるが、舞台は現代となっている。
- 妖怪大戦争 ガーディアンズ（2021年）
  - 配給：東宝、KADOKAWA。製作：OLM。監督：三池崇史、脚本：渡辺雄介。大魔神が登場しているが、三池は2000年代にも大魔神を復活させようとしていた[14]。スピンオフの前日譚である小説『妖怪大戦争ガーディアンズ外伝 平安百鬼譚』には、ガメラをモチーフとした（またはガメラ自身である）「玄武」も登場している[15][16]。

## 登場妖怪
公開時のプレスシートや大映広報誌などに記された公式な名称のあるものから、その後書籍などへの掲載の為に便宜的に名称がつけられたものまで、本シリーズには多数の妖怪が登場している。ぬらりひょんの部下とみられる名称不明の妖怪2体なども存在するが、名称の確認されているものを以下にあげる。
- 青河童
- 青坊主
- 油すまし
- 一角大王
- 牛鬼
- うまおに
- 海坊主
- 姥が火
- 雲外鏡
- 置行堀
- 大首
- 白粉婆
- おとろし
- おんもらき
- 怪木
- 影坊主
- 火車（妖怪水車）
- 河童
- から傘小僧
- からす天狗
- 棺桶の上の妖怪
- 狂骨
- 毛女郎
- 蛇骨婆
- 水神
- 土ころび
- とんずら
- 泥田坊
- 二面女
- ぬっぺっぽう
- ぬらりひょん
- のっぺらぼう
- のびあがり
- 化提灯
- 般若
- 火吹き婆
- 一つ目小僧
- ひょうすべ
- 百々爺
- 雷神
- 三ツ目坊主
  - 三ツ目入道
  - 三つ目小僧
  - 海ぴろりん
  - 海ぺろりん
- ろくろ首
- 吸血妖怪ダイモン

### 未登場妖怪
大映京都の『大映作品案内』831号には、「最後の百鬼夜行に出現が決定した」とされながら映像で確認されていない以下の妖怪が記されている。
- 野寺坊
- やまびこ
- ぬえ
- 歯黒べったり

## 余談
- 大映の映画作品『釈迦』（1961年、監督・三隅研次）に登場する釈迦の修行をさまたげるマーラ（菩提樹の悪魔）たちの中には、同じく大映の映画作品『赤胴鈴之助』シリーズ（1957年 - 1958年、監督・渡辺実など）で使用された敵役の頭部や美術背景などが流用されたものが存在している。その後『釈迦』で流用されたそのマーラたちの中から、さらに本シリーズの妖怪に使用されたものも存在しており、過去の大映映画に同一の顔を見ることも出来る[18][19]。
- 『いちばんくわしい日本妖怪図鑑』（立風書房）など、佐藤有文によって執筆された妖怪図鑑では、本シリーズに登場する妖怪のスチール写真が図鑑記事の図版として多数掲載されているが、映画本編とはほぼ関係はない。佐藤による『妖怪大図鑑』（黒崎出版）では『妖怪大戦争』の「三ツ目坊主」に「海ぺろりん」という名称がつけられているが、その名称はもうひとつの名前として後年発売された公式の関連書籍などに併記掲載されている[注釈 4]。三ツ目坊主自体はオリジナルの水軍妖怪であるが、公開当時のポスターでは「三ツ目坊主」と表記[22]され、LD-BOX『妖怪封印函』でもこの名称を採用しているが、『ガメラ画報 大映秘蔵映画五十五年の歩み』では三つ目小僧となっている。
  - 平成ガメラシリーズのミニチュアに三ツ目坊主の写真を使った『ぴろりん饅頭』なる看板が存在する。
  - 佐藤による妖怪図鑑などと同様、『カラー版妖怪図鑑』[23]や『ビッグマガジン 妖怪』[24][25]など上映後数年間、本シリーズの妖怪を下敷きにした図版が描かれる他の妖怪図鑑や印刷物は多数出版されている。
- 昭和50年代にエキス・プロダクションにより本シリーズの妖怪5体（油すまし、河童、青坊主、二面女、雲外鏡）が新たに造形され、よみうりランドのイベントに使われた[26]。

## 映像ソフト
- 1997年8月22日に三作がセットになったLD-BOX『妖怪封印函』がアミューズより発売された[27]。
- 2014年から2015年にデアゴスティーニ・ジャパンから発売された『隔週刊 大映特撮映画DVDコレクション』には2005年版も含め本シリーズのDVD版が収録された。
  - 第10号（2015年1月6日）『妖怪大戦争』
  - 第17号（2015年4月14日）『妖怪百物語』
  - 第24号（2015年7月21日）『妖怪大戦争』（2005年版）
  - 第27号（2015年9月1日）『東海道お化け道中』
  - 第37号（2016年1月19日）『透明剣士』